# Cees den Heijer (architect)
Cees den Heijer (ca. 1962) is een Nederlandse architect. Hij had zijn praktijk oorspronkelijk in Haarlem, maar verkaste begin jaren 2000 naar Curaçao, waar hij sindsdien voornamelijk actief is op de Nederlandse Antillen. Zijn werk is daar bekroond met de Cola Debrotprijs (2017).

## Levensloop
Halverwege de jaren 1980 studeerde Den Heijer af aan de TU Delft. Hij startte een eigen bureau in Haarlem.
In 1988 kwam Den Heijer voor het eerst in Curaçao voor het ontwerp voor een bioscoop ter plaatse van het voormalige Roxytheater in Pietermaai. Het ontwerp werd niet uitgevoerd en enkele jaren later kreeg hij de opdracht een bioscoop in Salinja te ontwerpen naast Landhuis Chobolobo. Ook deze opdracht werd niet uitgevoerd. Desalniettemin leek Den Heijer te aarden op het eiland en sindsdien kwam hij ten minste eens per jaar met het gezin naar het eiland.
In Nederland had Den Heijer intussen gemerkt dat een architect moeilijk invloed kan uitoefenen op de ontwikkeling van de gebouwde omgeving. Hij ging daarom op eigen risico projecten op gevoelige locaties ontwikkelen, met name in de binnenstad van Haarlem. Hierbij stelde hij zich tot doel niet zozeer rendabele gebouwen te ontwikkelen, maar gebouwen die vooral in hun omgeving pasten en daarbij maatschappelijk geaccepteerd werden. Deze projecten slaagden naar zijn mening met name door 'samenwerking' met partijen die belang hebben bij het project.
Met deze ervaring besloot Den Heijer op Curaçao op eigen risico projecten te ontwikkelen en samen te werken met belanghebbenden en zodoende een bijdrage te leveren aan de ontwikkeling van met name het toerisme op Curaçao. Hij verhuisde in 2004 met zijn gezin naar Curaçao en een van de eerste plannen was het ontwikkelen van een hotel in en om het Quarantainegebouw op het Caracasbaaischiereiland, dat reeds in 2003 was gepresenteerd en door het Ruimtelijke Ontwikkeling en Volkshuisvesting met enthousiasme ontvangen leek te zijn. Dit plan kwam echter nooit van de grond.
Diverse andere projecten slaagden echter en in 2017 ontving Den Heijer de Cola Debrotprijs voor zijn architectonische oeuvre op het eiland.

## Oeuvre
- 2010: Woningbouw, Geuzenbaan, Amsterdam[4][5]
- 2010: Molngui Maduro bibliotheek, Curaçao.[6][7][8][9] Het project is door Den Heier in samenwerking met Lyongo Architect ontwikkeld. De grote uitkragingen en overspanningen in het project zijn gerealiseerd middels in het werk gestorte betonnen U-balken, geïntegreerd in de dakvloeren.[10]
- 2011: Kantoor- en showroomcomplex, Leidsevaart 12-20, Haarlem. Dit is ter plaatse van het voormalige Krelagehuis.[11]
- ?: Boca Gentil, Jan Thiel. Met de bouw hiervan heeft Den Heijer het concept 'architect-ontwikkelaar' op de Antillen geïntroduceerd.[1]
- 2013: Papagayo Design Hotel[12]
- 2018 (in ontwikkeling): The Cliff Beachhotel[12]
- 2020: Trustmore/EMGroep-kantoorpand, Willemstad.[13]
- 2021(?): Bohémi[14]
- 2022 (in ontwikkeling): Epic at the bay[15][16]
- 2023(?): The Wharf, Willemstad. Gelegen op de Handelskade, dat op de UNESCO-werelderfgoedlijst staat.[17]